# Ocupația bulgară a Albaniei
Ocupația bulgară a Albaniei se referă la ocupația din partea de est a Albaniei de către armata Regatului Bulgariei în timpul Primului Război Mondial. A durat de la 10 decembrie 1915, când armata bulgară a trecut râul Drin și a intrat Albania, până la 9 septembrie 1917, când trupele franceze au capturat localitatea Pogradec de la armata bulgară.

## Context
În timpul Primului Război Mondial, teritoriul Albaniei a fost împărțit de mai multe țări care au ocupat diverse părți ale Albaniei. Regatul Bulgariei a folosit armata pentru a ocupa partea de est a Albaniei, în timp ce Austro-Ungaria a ocupat părțile de nord și cele de vest. După intrarea Bulgariei în Primul Război Mondial de partea Puterilor Centrale în toamna anului 1915, mulți etnici albanezi s-au alăturat Bulgariei în lupta lor împotriva Serbiei, și au fost incorporați în armata bulgară. Printre ei s-au numărat Sali Butka, un lider de gherilă controversat din sudul Albaniei, Hysejn Nikolica și Themistokli Gërmenji (până în decembrie 1916).

## Evenimente
Pe 10 decembrie 1915, armata bulgară a trecut Drinul, a intrat în Albania, și a atacat pozițiile armatei sârbe care se afla în retrage. În aceeași zi, în apropiere de Debar, armata bulgară a avansat în valea râului Mat, amenințând cu capturarea orașelor Shkodra și Lezhe.
O companie formată din douăzeci și trei de regimente de infanterie ale armatei bulgare, sub comanda căpitanului Serafimov, au ocupat Elbassanul pe 29 ianuarie 1916.
A existat o rivalitate între Regatul Bulgariei și Austro-Ungaria în stabilirea influenței lor în Albania. În timp ce încerca să-și stabilească influența în Albania, Bulgaria i-a permis lui Ahmed Zogu să-și stabilească administrația în Elbasan și l-a sprijinit în încercările sale de a revigora suportul pentru regimul lui Wilhelm de Wied. Dubla invazie făcută de către Austro-Ungaria și Regatul Bulgariei și lipsa de sprijin din partea Regatului Serbiei sau din partea Italiei l-au forțat pe Essad Pașa Toptani să părăsească recent proclamata Republică a Albaniei Centrale pe 24 februarie 1916, când a declarat război împotriva Austro-Ungariei.
În martie 1916 armata Austro-Ungarei a preluat controlul Elbasanului din partea armatei bulgare, care apoi s-a îndreptat spre Berat. Bulgaria a avut ideea de a convinge liderii albanezi în a-l alege pe Prințul Kiril, al doilea fiu al lui Ferdinand I al Bulgariei, ca regele lor (mbret).
Pe 18 august 1916 armata bulgară, care și-a unit forțele cu cea austriacă în Albania într-un atac combinat împotriva armatei italiene, și-au extins teritoriul ocupat până în Korça, reușind să-i scoată pe greci din garnizoana din acel teritoriu. 
Sali Butka, liderul de gherilă albanez, a incendiat Moskopoljeul pe 16 octombrie 1916. La acel moment, armata bulgară a avea Pogradecul sub ocupație, împreună cu armata Austro-Ungariei.

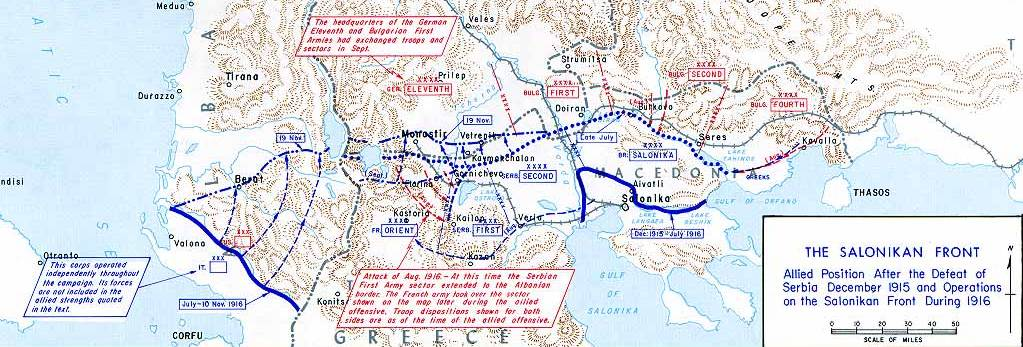
Avansarea trupelor italiene în Sudul Albaniei, în toamna anului 1916

La scurt timp după, armata italiană a avansat, cucerind Epirul de Nord de la greci, iar armata franceză a ocupat Korçaul. Pe 25 octombrie 1916, s-a anunțat că italienii și-au unit forțele cu aliații de stânga din Macedonia.
În septembrie 1917 generalul Maurice Sarrail a întreprins o acțiune împotriva armatelor Austro-Ungare și a Bulgariei în Albania. Împreună cu armatele din Bulgaria și Austria-Ungaria au fost albanezii, conduși de Hysejn Nikolica, care au luptat împotriva francezilor,
însă fără succes: pe 9 septembrie 1917 trupele franceze au capturat Pogradecul, acțiune în urma căreia s-a încheiat ocupația bulgară din Albania.